# Soul Men
Pour l’article ayant un titre homophone, voir Soul Man (homonymie).
Pour plus de détails, voir Fiche technique et Distribution.
Soul Men est un film américain réalisé par Malcolm D. Lee et sorti en 2008.

## Synopsis
Deux anciens membres d'un célèbre groupe de soul acceptent à contrecœur de repartir en tournée, afin de rendre hommage à leur leader décédé. Mais, pour les deux hommes, il s'agit d'un véritable défi : ils ne se parlent plus depuis une vingtaine d'années...

## Fiche Technique
- Réalisation : Malcolm D. Lee
- Scénario : Robert Ramsey et Matthew Stone
- Direction Artistique :	Meghan C. Rogers
- Décors : Richard Hoover
- Costumes : Danielle Hollowell
- Photographie : Matthew F. Leonetti
- Musique : Stanley Clarke
- Montage : William Henry et Paul Millspaugh
- Producteur : David T. Friendly, Charles Castaldi et Steve Greener
- Production  : Friendly Films et Dimension Films
- Distribution : Metro Goldwyn Mayer
- Budget : 40 000 000$
- Pays :  États-Unis
- Langue : anglais
- Format : Noir et blanc - Couleur (FotoKem) - 1.85:1 - 35mm - Dolby Digital
- Durée : 100 minutes
- Genre : Comédie dramatique, Comédie musicale
- Date de sortie : 
  - USA : 7 novembre 2008
  - France : 22 février 2011 en DVD

## Distribution
- Samuel L. Jackson (VF : Thierry Desroses ; VQ : Éric Gaudry) : Louis Hinds
- Bernie Mac (VF : Julien Kramer ; VQ : Thiéry Dubé) : Floyd Henderson
- Sharon Leal (VF : Alice Taurand ; VQ : Véronique Marchand) : Cleo
- Adam Herschman (VQ : Hugolin Chevrette) : Phillip
- Sean Hayes (VF : Axel Kiener ; VQ : Sébastien Dhavernas) : Danny Epstein
- Affion Crockett (VQ : Gilbert Lachance) : Lester
- Fatso-Fasano (VQ : Sébastien Reding) : Pay-Pay
- Jackie Long (VF : Jonathan Amram ; VQ : François L'Écuyer) : Zig-Zag
- Mike Epps : Duane Henderson
- John Legend : Marcus Hooks
- Ken Davitian : Ardesh Kezian
- Jennifer Coolidge (VQ : Marie-Andrée Corneille) : Rosalee
- Sara Erikson : Chastity

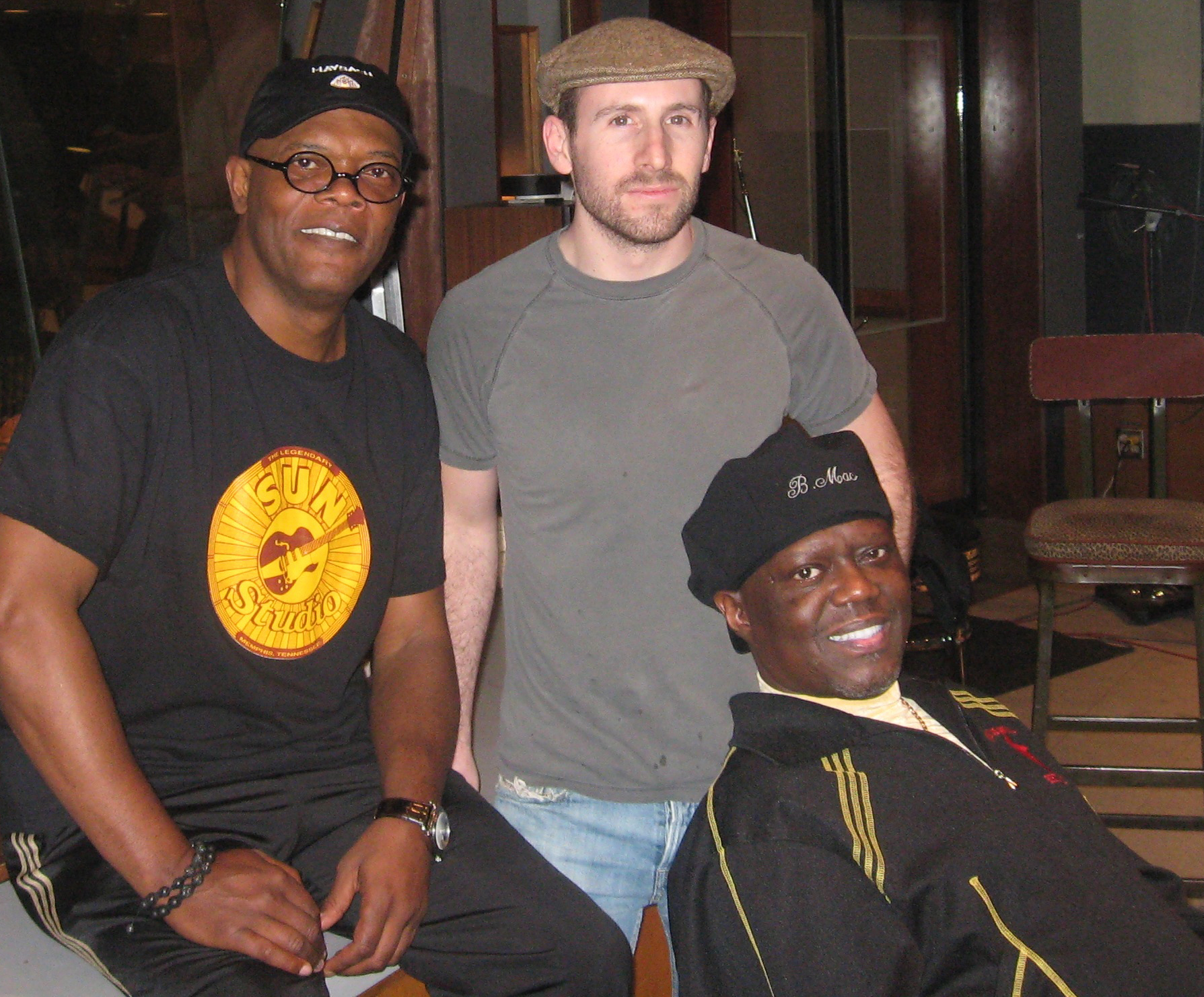
Les acteurs principaux du film, Samuel L. Jackson et Bernie Mac, en décembre 2007.

- Ritchie Montgomery : Emmett the Drunk
- Randy Jackson : le narrateur
- P. J. Byrne : le médecin de Floyd
- Juan Gabriel Pareja : Tow Truck Driver
- Isaac Hayes : lui-même
- Soledad O'Brien : elle-même

 Source et légende : version française (VF) sur RS Doublage et selon le carton du doublage français sur le DVD zone 2.

## Accueil
Ce film ne récolte que 12 330 693 $ dans le monde pour 40 000 000 $ de budget. Il obtient sur Rotten Tomatoes 45 % de votes positifs. Et en France les spectateurs lui attribuent une note moyenne de 3/5.